# Cyberpunk 2020
Cyberpunk 2020 — настольная ролевая игра в жанре киберпанк, разработанная Майком Пондсмитом и изданная R. Talsorian Games в 1988 году. Является второй редакцией правил (первая версия под названием Cyberpunk 2013 была опубликована в 1988 году; также есть третья редакция Cyberpunk 203X, опубликованная в 2005 году), однако Cyberpunk 2020 часто используется как обобщённое название всех трёх редакций (и попутных изданий).
Действие игры разворачивается в недалёком будущем (в зависимости от редакции события развиваются во временном отрезке между 2012 и 2030-ми годами), сеттингом служит вымышленный город Найт-Сити (Night City), расположенный на западном побережье США между Лос-Анджелесом и Сан-Франциско (вышедшие позже дополнительные материалы содержат описание остальной части США и мира). После серьёзного экономического кризиса и введения военного положения правительство США было вынуждено просить помощи у нескольких транснациональных корпораций, что в конечном счёте наделило их неограниченными полномочиями. Территории за пределами городов подверглись сильному загрязнению в результате терактов и контролируются бандами мародёров, которые охотятся на проживающих там кочевников.

## Механика игры
Основу игры составила Interlock System — ролевая система, разработанная R. Talsorian Games для использования в своих ролевых играх, а позже ставшая прямым «родителем» системы Fuzion. Система является скилловой (от англ. skill, навык): персонаж развивается путём постепенного улучшения отдельных навыков, атрибутов и прочих параметров (в отличие от систем уровневых, в которых развитие персонажа происходит скачкообразно при достижении им следующего уровня). Ввиду этой особенности игрок, выбравший определённый игровой класс для своего персонажа, не испытывает строгих ограничений рамками «профессии», система навыков сохраняет гибкость и позволяет игроку развить уникального персонажа. В целом игровые правила акцентированы на моделирование боевых ситуаций, использование высокотехнологичного оружия и кибернетические модификации организма.
Боевая система игры (раздел правил, определяющий порядок действий при моделировании столкновений) называется «Friday Night Firefight» (перестрелка пятничным вечером) и ориентирована на чрезвычайно высокую летальность боёв. Несколько страниц правил отведены под анализ вооружённых столкновений и перечисление различий между реальными огнестрельными ранениями и тем, как они показываются в игровом кино. Как результат одной из примечательных особенностей игры является высокая реалистичность (для фантастического сеттинга): к примеру, огнестрельное ранение незащищённой бронёй конечности может привести к её ампутации, а любой персонаж, независимо от его класса, характеристик и навыков, может погибнуть от единственного ранения, не перенеся болевого шока.

### Классы

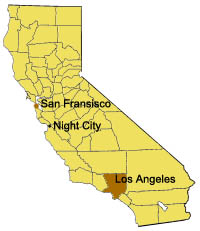
Расположение Найт-Сити на Западном побережье США

В качестве классов персонажей (специальностей) в Cyberpunk 2020 выступают роли. Всего свод правил предлагает игрокам на выбор 9 специальностей, дополнения значительно расширили их число.
| Роль                  | Описание                                                     | Специальная возможность              |
| --------------------- | ------------------------------------------------------------ | ------------------------------------ |
| Коп (Cop)             | Максимум законников на улицах XXI века                       | Полномочия                           |
| Корпорат (Corporate)  | Скользкие бизнесмен-рейдеры и мультимиллионеры               | Ресурсы                              |
| Фиксер (Fixer)        | Ловкачи, контрабандисты, организаторы и торговцы информацией | Уличные сделки                       |
| Медийщик (Media)      | Репортёры новостей, готовые на всё ради правды               | Доверие                              |
| Нетраннер (Netrunner) | Кибернетические хакеры                                       | Интерфейс                            |
| Кочевник (Nomad)      | Дорожные воины и бродяги с хайвея                            | Семья                                |
| Рокер (Rockerboy)     | Бунтари, использующие музыку, чтобы бороться с властью       | Харизма лидера                       |
| Соло (Solo)           | Наёмные убийцы, телохранители, солдаты                       | Чувство боя                          |
| Технарь (Techie)      | Сбежавшие механики и доктора                                 | Аварийный ремонт/Медицинская техника |

## Коллекционные карточные игры
По мотивам вселенной Cyberpunk 2020 было создано две несвязанных между собой коллекционных карточных игры. В 1996 году компания Wizards of the Coast издала игру Netrunner, которую разработал автор популярной игры Magic: The Gathering Ричард Гарфилд. Вторую игру под названием Cyberpunk CCG, разработанную Питером Ваксом, издала в 2003 году Social Games.

## Мобильные игры
В 2007 году Mayhem Studio совместно с LemonQuest, при участии разработчика оригинальной настольной игры Майка Пондсмита, выпустила java-игру Cyberpunk: The Arasaka’s Plot. Сюжет игры происходит в 2022 году, в котором власть над миром пытаются захватить две могущественные корпорации — Arasaka и Militech. Главного персонажа зовут Сэм Гибсон (Sam Gibson), он работает на Arasaka и занимается промышленным шпионажем. Неожиданно ему удается добраться до одной тайны, которую тщательно оберегают обе корпорации. После чего жизнь Гибсона меняется кардинальным образом.

## Компьютерные игры

### Cyberpunk 2077
30 мая 2012 года польская студия CD Projekt RED, анонсировала начало разработки игры Cyberpunk 2077. Релиз игры состоялся 10 декабря 2020 года.
Игра ориентирована на взрослую аудиторию и предлагает игроку нелинейный игровой сюжет. К разработке был также привлечён разработчик оригинальной настольной игры Майк Пондсмит.

### Cyberpunk 2077: Project Orion
В октябре 2022 года CD Projekt RED анонсировала сиквел Cyberpunk 2077, находящийся в разработке под кодовым названием Project Orion.